# Ниризините
Ниризините е бивше село в Егейска Македония, Гърция, разположено на територията на дем Пеония в административна област Централна Македония.

## География
Селото е било разположено в планината Паяк, на 2 km източно от село Баровица (Кастанери).

## История
Ниризините е било българско село. Напуснато е преди основаването на Баровица. Развалините му и гробищата му все още личат към края на XX век.